# Судунтуй
Судунту́й (бур. Һүдэнтэ - «местность имеющая черноголовник) — село в Агинском районе Забайкальского края России. Административный центр и единственный населённый пункт сельского поселения «Судунтуй».

## География
Находится в южной части района, на левом берегу реки Судунтуй, на расстоянии 51 км к юго-юго-западу (SSW) от посёлка городского типа Агинское.

## Население
| 1989  | 2002  | 2010  | 2012  | 2013  | 2014  | 2015  |
| ----- | ----- | ----- | ----- | ----- | ----- | ----- |
| 1768  | ↘1340 | ↘1238 | ↘1164 | ↘1104 | ↘1068 | ↘1044 |
| 2016  | 2017  | 2018  | 2019  | 2020  | 2021  |       |
| ↘1011 | ↘999  | ↘995  | ↘979  | ↘949  | ↘917  |       |

Согласно результатам переписи 2002 года, в национальной структуре населения буряты составляли 93 %.

## Инфраструктура
В селе функционирует средняя общеобразовательная школа, детский сад, дом культуры, музей села, филиал Агинской школы искусств и сельская участковая больница.

## Достопримечательности
В селе установлен памятник в память о жителях Судунтуя, погибших в ходе Великой Отечественной войны. На расстоянии 12 километров от села, на левом берегу реки Барун-Челутай, расположен археологический памятник Барун-Челутай.

## Знаменитые жители
- Тимур Жалсарайн — педагог, краевед, исследователь, открывший гору Палласа.

## Улицы
Уличная сеть села состоит из 14 улиц и 2 переулков.